# San Marco Argentano
San Marco Argentano è un comune italiano di 6 820 abitanti della provincia di Cosenza in Calabria. Centro urbano di antica storia, sito lungo la Valle del Crati in zona collinare, dal clima mite e temperato, è fra i più importanti centri artistici e culturali della provincia.
È sede della diocesi di San Marco Argentano-Scalea

## Geografia fisica
Il comune di San Marco Argentano ha un'estensione territoriale di 78,28 km² ed è prevalentemente collinare.

### Territorio

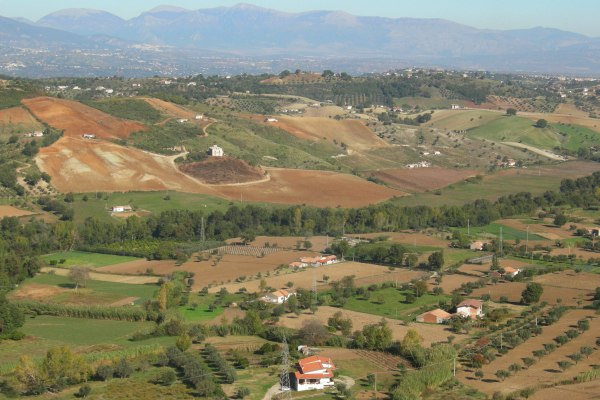
Paesaggio sanmarchese

Il territorio comunale, che si sviluppa lungo un'estesa pianura attraversata dal fiume Follone, sul versante della Montagna Magna e prevalentemente su aree collinari, si estende per circa 78 km² e comprende oltre al centro urbano quattro maggiori contrade: Iotta, Ghiandaro, Scalo e Cerreto e altre minori, abitate complessivamente da circa due terzi della popolazione totale.
È attraversato da un'estesa rete stradale, con un asse viario a scorrimento veloce che lo collega allo Ionio e al Tirreno, con strade statali e provinciali che consentono il raggiungimento rapido dei comuni viciniori, dei due svincoli autostradali, del capoluogo.  Le strade comunali, quasi tutte asfaltate, consentono di raggiungere le molteplici contrade.
L'antica consuetudine di abitare nelle zone rurali, anche in zone isolate, caratterizza il paesaggio sanmarchese per la presenza di numerose abitazioni sparse e di piccoli o medi appezzamenti coltivati: tali insediamenti, anche se presentano lo svantaggio del frazionamento terriero, hanno impedito i processi di inaridimento dei suoli e hanno consentito la sopravvivenza a molte famiglie prive di altri redditi.

### Clima
Il clima di San Marco Argentano è tipico mediterraneo delle aree interne collinari. Presenta estati calde ed afose ed inverni freddi ed umidi. La tabella climatica di riferimento è quella della Stazione meteorologica di Bonifati.
Di seguito è riportata la tabella con le medie climatiche e i valori massimi e minimi assoluti registrati nel trentennio 1971-2000 e pubblicati nell'Atlante Climatico d'Italia del Servizio Meteorologico dell'Aeronautica Militare relativo al medesimo trentennio.
| BONIFATI (1971-2000)            | Mesi        | Mesi        | Mesi        | Mesi        | Mesi        | Mesi        | Mesi        | Mesi        | Mesi        | Mesi        | Mesi        | Mesi        | Stagioni | Stagioni | Stagioni | Stagioni | Anno  |
| BONIFATI (1971-2000)            | Gen         | Feb         | Mar         | Apr         | Mag         | Giu         | Lug         | Ago         | Set         | Ott         | Nov         | Dic         | Inv      | Pri      | Est      | Aut      | Anno  |
| ------------------------------- | ----------- | ----------- | ----------- | ----------- | ----------- | ----------- | ----------- | ----------- | ----------- | ----------- | ----------- | ----------- | -------- | -------- | -------- | -------- | ----- |
| T. max. media (°C)              | 10,7        | 11,0        | 13,1        | 15,9        | 20,3        | 24,1        | 27,1        | 27,8        | 24,7        | 20,2        | 15,2        | 11,9        | 11,2     | 16,4     | 26,3     | 20,0     | 18,5  |
| T. min. media (°C)              | 5,8         | 5,4         | 6,8         | 8,9         | 13,1        | 16,5        | 19,2        | 19,8        | 17,1        | 13,7        | 9,6         | 7,0         | 6,1      | 9,6      | 18,5     | 13,5     | 11,9  |
| T. max. assoluta (°C)           | 21,0 (1987) | 25,0 (1977) | 25,4 (1991) | 28,4 (1999) | 34,0 (1994) | 37,4 (1982) | 38,6 (1998) | 40,0 (1999) | 36,0 (1975) | 32,6 (1993) | 26,0 (2000) | 24,2 (1989) | 25,0     | 34,0     | 40,0     | 36,0     | 40,0  |
| T. min. assoluta (°C)           | −5,4 (1979) | −3,2 (1991) | −5,0 (1987) | 0,4 (1997)  | 5,0 (1987)  | 8,8 (1980)  | 12,0 (1971) | 12,0 (1977) | 8,4 (1971)  | 2,8 (1978)  | −1,0 (1998) | −2,8 (1991) | −5,4     | −5,0     | 8,8      | −1,0     | −5,4  |
| Giorni di calura (Tmax ≥ 30 °C) | 0           | 0           | 0           | 0           | 0           | 2           | 5           | 8           | 2           | 0           | 0           | 0           | 0        | 0        | 15       | 2        | 17    |
| Giorni di gelo (Tmin ≤ 0 °C)    | 2           | 2           | 1           | 0           | 0           | 0           | 0           | 0           | 0           | 0           | 0           | 1           | 5        | 1        | 0        | 0        | 6     |
| Precipitazioni (mm)             | 92,7        | 105,9       | 84,3        | 94,4        | 57,7        | 35,4        | 23,1        | 37,6        | 64,6        | 113,5       | 140,9       | 130,5       | 329,1    | 236,4    | 96,1     | 319,0    | 980,6 |
| Giorni di pioggia               | 10          | 11          | 9           | 11          | 7           | 4           | 2           | 3           | 6           | 9           | 11          | 11          | 32       | 27       | 9        | 26       | 94    |
| Giorni di nebbia                | 4           | 4           | 4           | 5           | 5           | 2           | 1           | 0           | 1           | 1           | 2           | 3           | 11       | 14       | 3        | 4        | 32    |
| Umidità relativa media (%)      | 79          | 77          | 75          | 75          | 76          | 76          | 75          | 74          | 74          | 78          | 79          | 80          | 78,7     | 75,3     | 75       | 77       | 76,5  |

## Origini del nome
Il toponimo San Marco deriva dal nome di San Marco evangelista, patrono della città.
Il nome Argentano fu aggiunto con deliberazione di consiglio n.74 in data 1862 con la seguente motivazione: "Considerando che l'attuale Comune di Sammarco à origine dallo antico Argentanum così per favorire la tradizione delibera che il nome di Argentano venchi aggiunto a quello di Sammarco talché da ora innanzi questo Comune si distinguerà col nome di Sammarco Argentano"

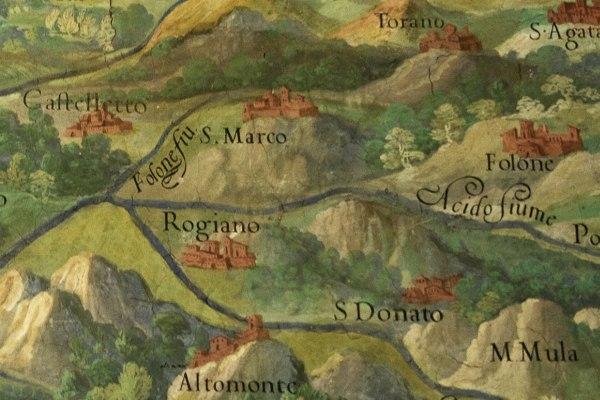
San Marco, affresco al Vaticano

L'identificazione di San Marco con la città di Argentanum, citata da Tito Livio (Ab Urbe condita, XXX 19, 10) assieme ad altri importanti centri bruzi che si unirono ai Romani nella battaglia contro Annibale, risale comunque ad anni precedenti l'assunzione della delibera.
La storia dei diversi nomi che ebbe la città è contenuta in un documento del 1692 stilato dal sindaco dei Nobili don Ignazio Gonzaga.
"È posta la fidelissima città di San Marco nella Calabria superiore venti miglia distante dalla città di Cosenza, e da Tito Livio, e d'altri storici fu nomata Mandonica, e tal'hora Argentano, fu dessa edificata dalli abitatori della distrutta Città di Sibari, come s'ha per tradizione delli stessi antichi Cittadini di S.Marco, quale viene confermata da Giovanni Giovane nella sua Storia Tarentina lib.8 Cap. p.mo ..." (da "Settecento Calabrese", di Franz Von Lobstein)

## Storia
Certo è che la Sibaritide, e quindi la zona intorno a San Marco Argentano che ne fa parte, fu abitata dall'uomo fin dai tempi del neolitico; numerosi ritrovamenti lo attestano (cfr. Mario Candido, Valle Crati prima e dopo la colonizzazione greca. Studio del Comprensorio, Venezia 1967). Quindi è certa la frequentazione dell'uomo primitivo nella zona. Il sito archeologico neolitico di Torre Mordillo dista poco più di 10 km da San Marco Argentano.
L'assetto urbanistico dell'attuale centro storico si deve senza dubbio all'arrivo dei normanni e in particolar modo a Roberto il Guiscardo, come attestano Amato di Montecassino ("quant ala en Calabre, hedifica la rocche de Saint Marc") e Goffredo Malaterra ("castrum, quod Sancti Marci dicitur, firmavit"), e come testimoniano vari monumenti quali la torre, la cripta del Duomo, l'abbazia della Matina, in origine benedettina. 
Probabilmente con le prime incursioni saracene gli abitanti del luogo avevano già iniziato a trasferirsi dalle aree a valle sul costone roccioso, fornito di difese naturali e, come affermano alcune fonti storiche, di presidi militari a guardia dei traffici che si svolgevano lungo la sottostante via istmica tra lo Ionio e il Tirreno.

Tracce di insediamenti di epoca romana sono state rinvenute in località Cimino, dove nel 1967 fu recuperato un grosso doglio interrato oggi conservato al Museo Archeologico di Sibari; altri frammenti fittili emersero in località Rossillo nel corso dei lavori di costruzione della Strada delle terme e, recentemente, nell'area della torre.

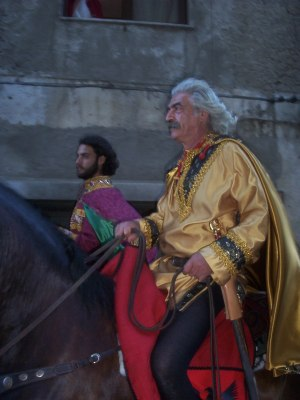
San Marco, Corteo Storico

Nell'Ottocento due studiosi, Salvatore Cristofaro e Giovanni Selvaggi, testimoniarono ritrovamenti di reperti di epoca romana in contrada Tocco e a valle del paese. 
Eduardo Bruno, scultore e studioso di storia, ha avanzato l'ipotesi che proprio da Argiro (Argentanum in epoca romana) si ricavasse l'argento per la coniazione delle monete sibarite. Rinaldo Longo, linguista e glottobiologo, ritiene invece ciò pura fantasia, poiché è noto che Sibari ricavava l'argento dalle miniere dell'argentera di Longobucco, egli infatti scrive che se Argyron, Argiro, Argentanum castrum sono i nomi che secondo gli storici locali ebbe San Marco Argentano nell'antichità (cfr. Salvatore Cristofaro, Crono-Istoria di San Marco Argentano), non vi è alcuna attinenza con presunte miniere d'argento. Argentano (dal latino Argentanum) "vuol dire ‘podere che appartiene ad Argento’, ‘ possedimento di Argento', cioè possedimento della Gens Argentana, per il preciso valore di suffisso di appartenenza, o di suffisso prediale che ha –anum, (cfr. Gerhard Rolfs, Grammatica storica della lingua italiana e dei suoi dialetti, sintassi e formazione delle parole, Einaudi, Torino 1969, pp. 410–411).
Argento è un cognome ancora esistente a San Marco Argentano e in qualche altro comune vicino e in altre parti d'Italia.
È da supporre allora che siano stati membri di una stessa gens romana, appunto la Gens Argentana, cioè degli Argento, che probabilmente appartenevano alla classe dei cavalieri, detta anche classe equestre, ad aver avuto, in epoca romana, il possesso e/o il comando, in Francia del territorio di Argentan e in Italia di quello di Argentano".
L'epoca cristiana è segnata dal passaggio dell'evangelista Marco e dal martirio di Senatore, Viatore, Cassiodoro e della loro madre Dominata, secondo la tradizione e il racconto di una Passio bizantina del X secolo. La chiesa del Loco Santo e le reliquie custodite nella Cattedrale ne perpetuano il ricordo e la fede.
Da alcuni anni è nato un nuovo filone di indagine, di carattere localistico, con lo scopo di eliminare o correggere le informazioni storiche prive di fondamento sulle origini di San Marco Argentano. Infatti, la storiografia ufficiale, nel corso di vari secoli ad iniziare dal Cinquecento, ha fatto ricorso a informazioni rivelatesi completamente false, ad iniziare dal nome stesso della città, attribuito al passaggio dell'evangelista Marco. Il nome della città è attestato per la prima volta dallo storico Goffredo Malaterra nell'XI secolo con l'arrivo di Roberto il Guiscardo. Anche l'antica Argentano, di cui la città porta attualmente il nome, è frutto di una tradizione basata esclusivamente sulla citazione dello storico Tito Livio di una non identificata città brettia.  Il municipio, a conferma dell'origine documentale del proprio nome ha adottato il logo col profilo del condottiero normanno  e la scritta Città del Guiscardo, in aggiunta a quello ufficiale del leone di San Marco Evangelista.
Oggi il centro storico si presenta con l'originaria struttura feudale, lungo la dorsale del percorso che unisce il Duomo e la torre normanna. La parte occidentale, più antica e popolata, è nascosta alla vista, l'altra più esposta e più prossima alla torre coincideva con l'antico quartiere ebraico della Giudeca. Adolfo La Valle, sulla base di documenti conservati nel convento della Riforma, afferma che gli Ebrei erano in San Marco assai potenti: avevano un quartiere segregato che anche oggi si chiama la Giudeca, una piccola sinagoga, il traffico della seta e dei grani, il monopolio della piazza e dei mercati, speciose tintorie.
L'accesso al paese era possibile fino all'Ottocento solo dalla Pie' la Silica che si arrampicava dalla valle del Fullone all'area dove si erge il Duomo. Solo dopo la costruzione della strada cosiddetta militare, che congiungeva Castrovillari con San Fili, la città si aprì ai traffici commerciali con i centri vicini, modificando il proprio assetto urbano che si sviluppò lungo le nuove arterie.
La presenza di vari monumenti, chiese, palazzi e blasoni gentilizi è all'origine degli appellativi che ancora connotano questa antica città, definita ancora oggi "normanna" o "dei nobili".
E San Marco può ben fregiarsi del titolo città normanna, perché non solo essa fu ripopolata, fortificata e resa in pratica una piccola "capitale" nella Calabria del nord da Roberto il Guiscardo, nel 1050, ma i suoi feudatari successivi furono tutti Normanni, dall'XI al XVII secolo, tranne forse una parentesi nel periodo Svevo. La dinastia reale normanna termina, come è noto, alla fine del XII secolo quando subentrano gli Svevi.
Durante il regno della dinastia sveva sappiamo - da un documento conservato nell'archivio dei florensi - che nel 1218 era conte di San Marco tale Raynaldo de Guasto, affiancato dalla contessa Agnese, sua moglie, e da Pietro, suo figlio. Raynaldo era anche Capitano e Giustiziere di Calabria e Val di Crati, e pure lui era probabilmente di origine normanna. Si passa poi al 1298, quando divenne Signore di San Marco un altro nobile di sangue normanno, Ruggero di Sangineto, la cui famiglia aveva preso tale cognome dal suo possedimento di Sangineto.
Dal 1298 al 1342 San Marco è infeudata ai Sangineto, i quali hanno molta influenza nella regione perché i principali membri della famiglia (Ruggero, Francesco, Gerardo e Ruggero II) ricopriranno tutti la carica di Capitano Generale e anche di Giustiziere sia della Calabria e sia di Val di Crati e Terra Giordana.
La Signoria dei Sangineto su San Marco termina nel 1342, quando l'ultima erede di questo ramo del casato, Bionda Sangineto, sposa un altro nobile di sangue normanno, Roberto Sanseverino conte di Terlizzi. Così per via matrimoniale ("maritali nomine") oltre a San Marco vanno in possesso dei Sanseverino di Terlizzi anche Corigliano, con il titolo di contea, Sangineto, Belvedere, Bollita, Satriano e Salandra. Si ha notizia che nel giorno di questo matrimonio il re Roberto I di Sicilia regalò agli sposi la terra di Regina, sempre in Calabria, con il suo castello.
Ad entrare in possesso di tutti questi titoli e feudi fu Giovanna Sanseverino, figlia ed erede di Roberto conte di Terlizzi, che li recò poi in dote al marito Carlo Ruffo, terzo conte di Montalto e signore di Cariati, Paola e Fuscaldo. Tutto il complesso dell'eredità - compreso San Marco - passò quindi, verso il 1375, nelle mani del loro primogenito Antonio Ruffo, quarto conte di Montalto e secondo conte di Corigliano, il quale con dispensa apostolica aveva sposato la cugina Giovannella Sanseverino. Da questo matrimonio nacquero due femmine e due maschi: fu uno di questi ultimi, Carlo, che ereditò tutti i titoli e i feudi, verso il 1383, dopo aver sposato la sua lontana parente in linea materna Francesca Sanseverino, detta "Ceccarella". Da questa unione nacquero solo due figlie legittime, Covella e Polissena. Quest'ultima sposò, nel 1415, Giacomo Mailly (Gran Siniscalco del Regno di Sicilia) ed ebbe assegnato come pegno della sua dote il feudo di San Marco, che nel secondo decennio del '400 venne elevato al rango di ducato dalla regina Giovanna II. Dopo la morte di Polissena, nel 1445, il ducato di San Marco passò, come da accordi familiari precedenti, al nipote Antonio Sanseverino (figlio di Ruggero Sanseverino e di Cubella Ruffo, zia di Polissena) il quale divenne così il secondo duca di San Marco oltre che sesto conte di Altomonte, conte di Corigliano, quinto conte di Tricarico, quinto conte di Chiaromonte e conte di Mileto. Egli sposò Gozzolina Ruffo e il loro primogenito, Luca Sanseverino, acquisterà poi il principato di Bisignano dal re Ferrante d'Aragona per 20.000 ducati, nel 1462. In tal modo San Marco passò al ramo calabrese della famiglia Sanseverino, i potentissimi principi di Bisignano, i quali che però non abbandoneranno mai il ducato di San Marco.
I Sanseverino di Bisignano - che come si è detto erano di discendenza normanna - terranno il ducato di San Marco fino al 1606, anno della morte di Nicolò Bernardino. Dopo di lui il vasto Stato feudale dei principi di Bisignano verrà smembrato e suddiviso tra vari eredi.

### La storia del paese attraverso i toponimi
La toponomastica storica supplisce alla mancanza di documenti sulle origini e lo sviluppo dell'originario nucleo abitato. I nomi di antichi quartieri sono contenuti nella Platea del Monastero di Santa Chiara del 1632. Il quartiere più antico era quello detto Trivolisi, il cui nome compare nella citata Platea e in un atto di morte del 1823. Il quartiere occupava la parte sottostante l'attuale abitato, dalla chiesa del Luogo Santo sino all'interno delle mura allora esistenti (intra menia civitatis), ma in origine doveva essere molto esteso come attestato dagli atti catastali che ne identificavano una zona occidentale e una orientale confinante con la Mensa vescovile. Domenico Martire (1634-1704) afferma che vi nacque il pittore Pietro Negroni nel 1505.

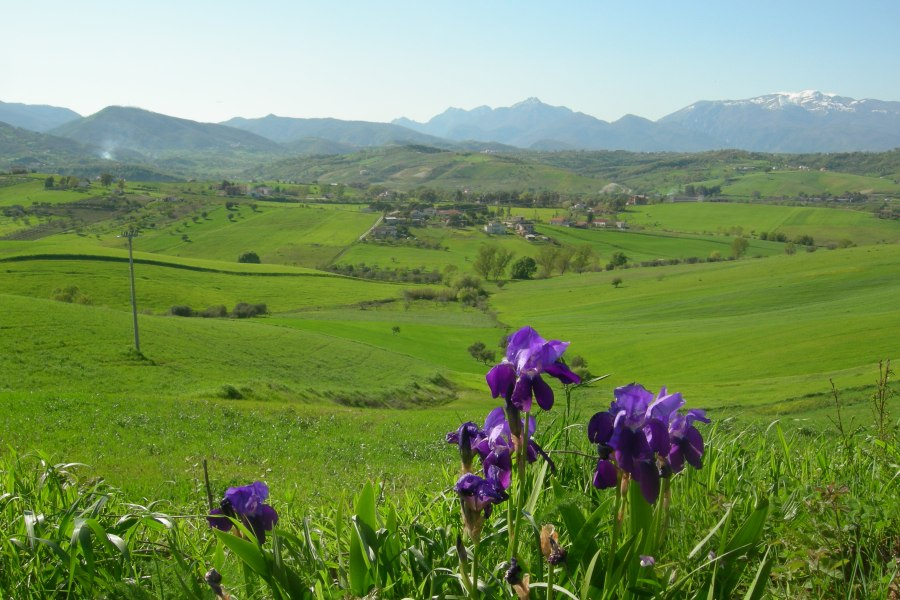
Le campagne di San Marco Argentano

Il quartiere più vasto era quello chiamato il Critè o del Critè o Criteo, che comprendeva quasi l'intero abitato di ponente. Il perimetro iniziava dall'attuale via Iulia, proseguendo fino alle mura di Capo le Rose o porta dell'Ilice e, passando per Santa Maria della Nova, raggiungeva Sant'Antonio Abate, dove esistevano muraglie e una torretta di accesso al paese. La presenza di mura, torri e porte di accesso documentate dalla Platea delle Clarisse è indicativa di un abitato situato entro un perimetro fortificato, che potrebbe risalire al dominio normanno, se non fosse per il nome Critè che fa supporre un'origine antecedente. Esso, infatti, deriva dal termine greco Krités, con cui veniva indicato un funzionario bizantino con compiti di notaio e magistrato (Augusto Placanica, Storia della Calabria antica dall'antichità ai giorni nostri, 1999 Roma, Donzelli Editore). Anche il fatto che l'antico quartiere Trivolisi fosse in gran parte fuori le mura e in piccola parte (la troppa di Giustina) all'interno di esse, indica che gli abitatori di quei luoghi si trasferirono da una zona a valle entro un perimetro urbano a monte. Non sappiamo quando ciò sia avvenuto; forse nel periodo delle incursioni saracene. Un'ulteriore conferma dell'esistenza di luoghi un tempo abitati è dato dai nomi di alcune contrade oggi scomparse: Porterola o Calcinaro, Cosimo o Acqua di Cosimo, Santo Mele, San Lorenzo, tutte sottostanti l'attuale centro urbano.
La presunta esistenza di un castrum romano comprendente l'attuale torre e il quartiere sottostante del Casalicchio, non è storicamente documentata (alcuni elementi costruttivi e il recente rinvenimento di frammenti di un dolium potrebbero confermare tale ipotesi), mentre è documentata l'esistenza: di un arco di accesso alla città, di resti di mura e di una torretta nel quartiere di Santo Marco sottostante il Casalicchio. La porta San Marco, chiamata anche Portavecchia, un tempo posta tra le case Cristofaro e di un tal Gennaro Carnevale, fu abbattuta nel 1862. Tutto ciò che era al di là della porta era detto fuori le mura, compresa la chiesa di San Marco e la fontana omonima. Non sappiamo a quale epoca risalissero porta e mura, ma la delibera consiliare con cui si decide l'abbattimento dell'arco, accenna alla presenza dello stemma dell'antico marchese (Spinelli di Fuscaldo, inizi XVII secolo). Da detta porta partiva la strada consolare che, attraversando le contrade Pellara e Valentoni, raggiungeva i territori di valle Crati. È certo che la cinta muraria e la porta risalivano ad un periodo antecedente quello documentato dallo stemma gentilizio, considerato che esse dovevano far parte del sistema difensivo collegato alla sovrastante torre. L'abitato compreso in quest'area era indicato indifferentemente con uno dei seguenti toponimi: Torre, Casalicchio, Santo Marco, Portavecchia.
Altri toponimi interessanti sono rappresentati dai nomi di alcune località. Oltre al citato quartiere della Giudeca, vi sono le contrade Perizzito e Geremia, mentre a denotare l'origine bizantina esiste la contrada Sant'Opoli (probabilmente Sant'Euplo). Le località Castro Cucco, Lombardo e Valle Sala o Valle della Sala rimandano a denominazioni longobarde (Sala era la struttura organizzativa della piccola proprietà terriera longobarda).

### Epoca contemporanea
Negli anni della seconda guerra mondiale, tra il 1940 e il 1943, San Marco Argentano fu uno dei 14 comuni della Calabria designati dalle autorità fasciste ad accogliere profughi ebrei in internamento libero. I 17 internati provenivano in maggioranza dalla Polonia. Nel settembre 1943, i 7 di essi, che si trovavano ancora in paese, furono tutti liberati con l'arrivo dell'esercito alleato e così i 3 di loro trasferiti nel frattempo in altre località della Calabria. Riuscì a sfuggire alla deportazione anche Rodoldo Granitz (inviato nel 1942 nel vicentino). Perirono invece ad Auschwitz Lea Hirschorn e i 5 membri della famiglia Mendelsohn (madre e quattro bambini) che, riunitesi ai propri mariti, da San Marco Argentano erano stati trasferiti a Castelnuovo Garfagnana nell'ottobre 1941.

## Monumenti e luoghi d'interesse
I monumenti maggiori sono:
- Cattedrale di San Nicola

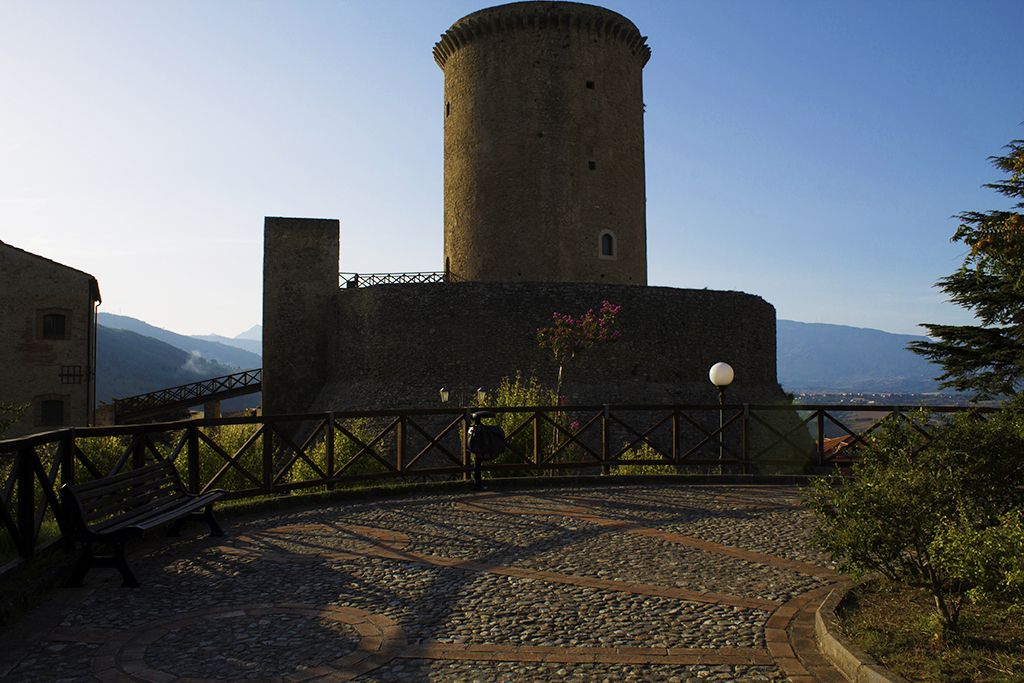
Torre medievale, cosiddetta "Normanna".

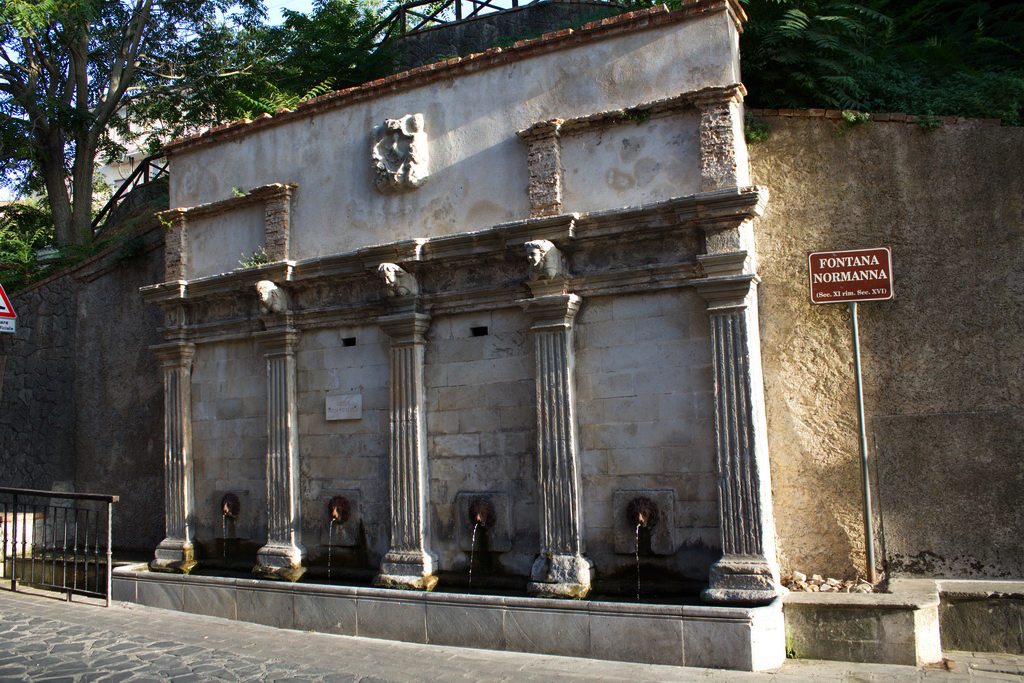
Fontana di Santomarco (sec.XVIII), rinominata 'di Sichelgaita' nel 1978.

- Abbazia della Matina, aula capitolare (secc. XI-XIII),
- Torre medievale, cosiddetta "normanna" (presumibilmente sec. XIV),
- Cripta della Cattedrale (sostruzione del sec. XII),
- Complesso monastico di Sant'Antonio o dei Riformati (secc. XIII-XVIII),
- San Giovanni degli Amalfitani, oggi museo diocesano (sec. XII),
- Mulini della Corte o di Mezzo (secc. XV-XVIII),
- Monastero delle Clarisse, oggi sede municipale (1630),
- Chiesa di Santa Caterina (sec. XVII),
- Chiesa di Santo Marco (sec. XVIII),
- Chiesa del Luogo Santo o dei Martiri Argentanesi (trasferita da altro sito nel sec. XIX) e pianta del Santo Olivo bianco,
- Cappella della Benedetta, con grotticella di San Francesco di Paola,
- resti di mura, porte e torrette di accesso di epoca medievale,
- Nuovo e Vecchio Seminario,
- Fontana di Santomarco (sec.XVIII), rinominata 'di Sichelgaita' nel 1978 dal suo restauratore prof.Eduardo Bruno
- Case gentilizie palaziate (con materiali lapidei originali -mensole e portali- risalenti ai secoli XVIII-XIX).
- Antichi quartieri: Santa Maria, Crité, Sant'Antonio Abate, Santo Pietro, la Motta, Vaglio, San Lorenzo, Casalicchio, Santo Marco o Porta Vecchia, Giudeca, Riforma, Sacramento
- Residui di antiche dimore rurali in mattoni crudi nelle contrade Iotta, Prato, Ghiandaro, Mancino, Spinetto.
- Casini padronali a Valle Sala-Scarniglia, Colabello, Ghiandaro, Maiolungo, Coppolillo, Prato, Fraccicco, Caselle

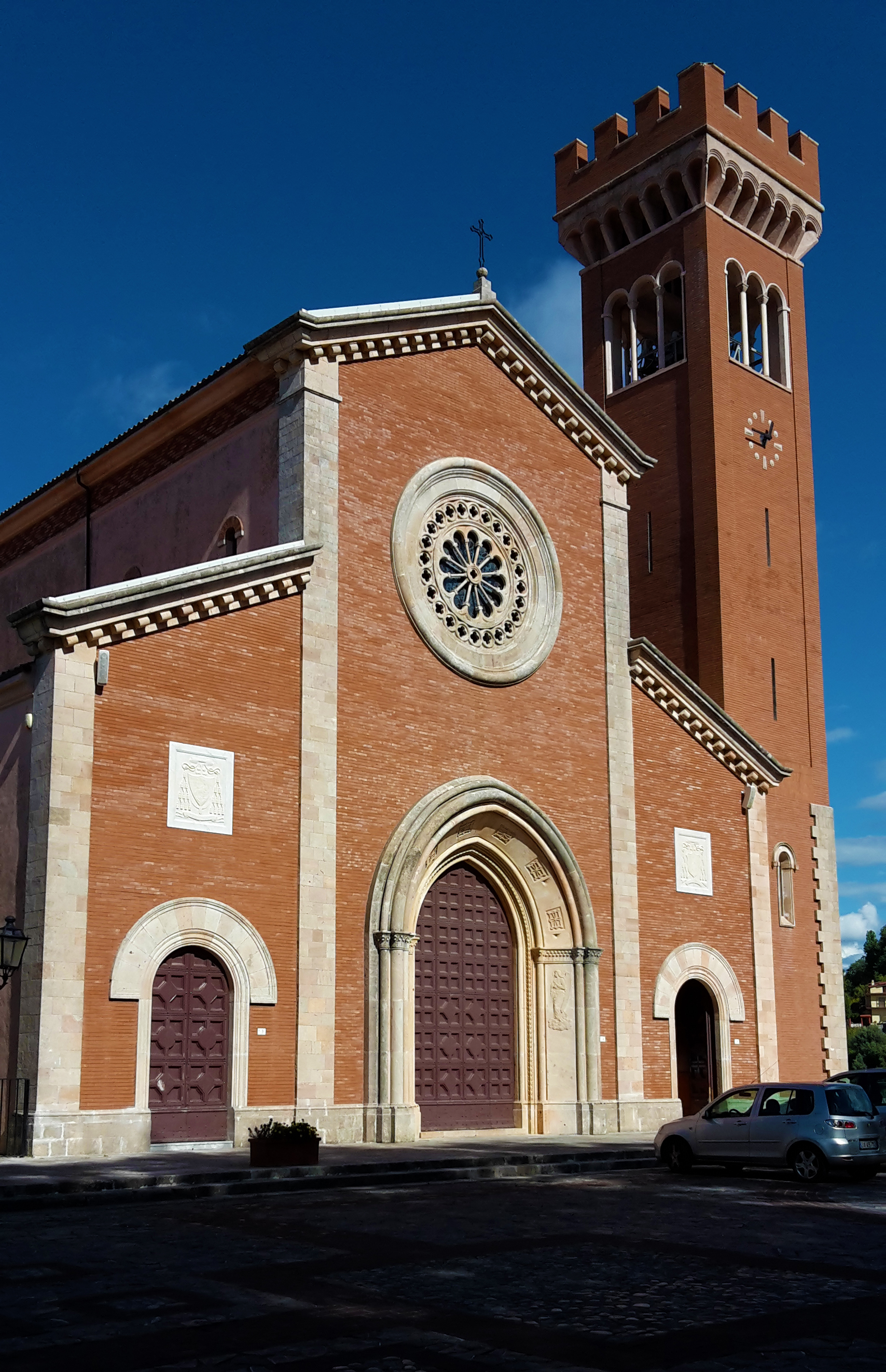
Cattedrale
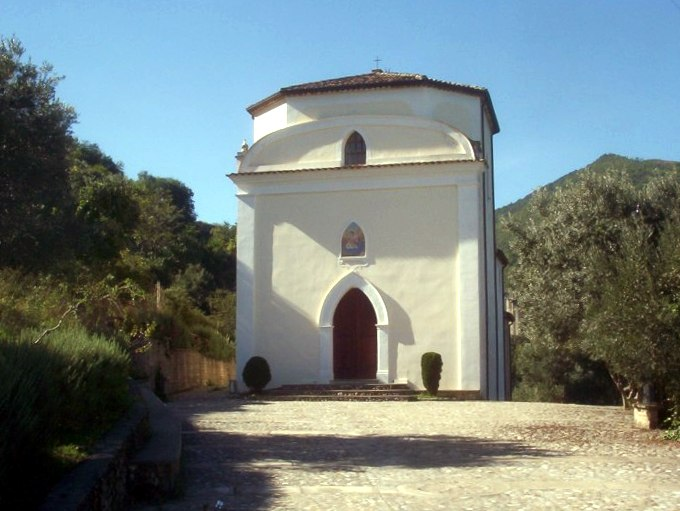
Loco Santo o Chiesa dei Martiri Argentanesi
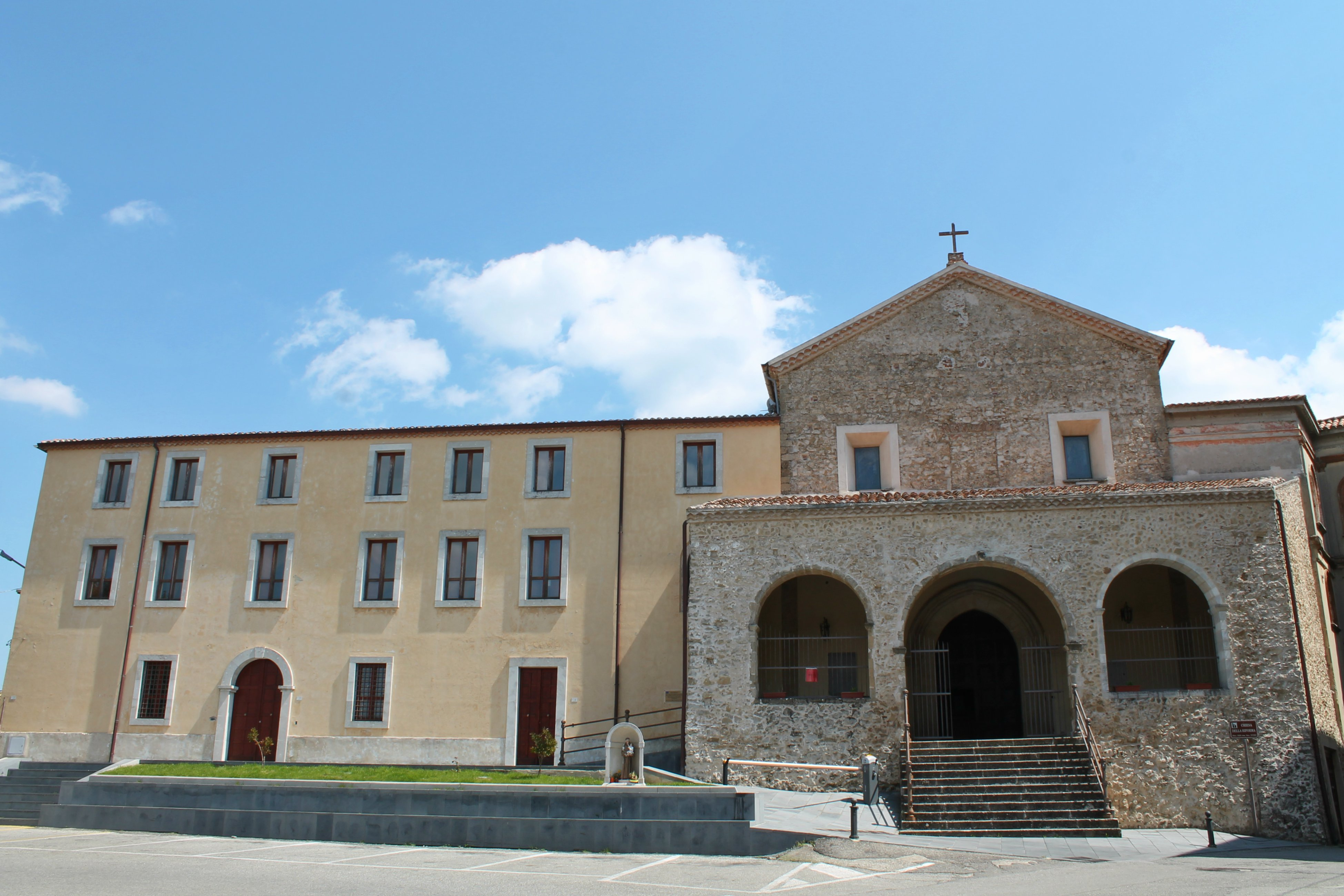
Chiesa e convento della Riforma
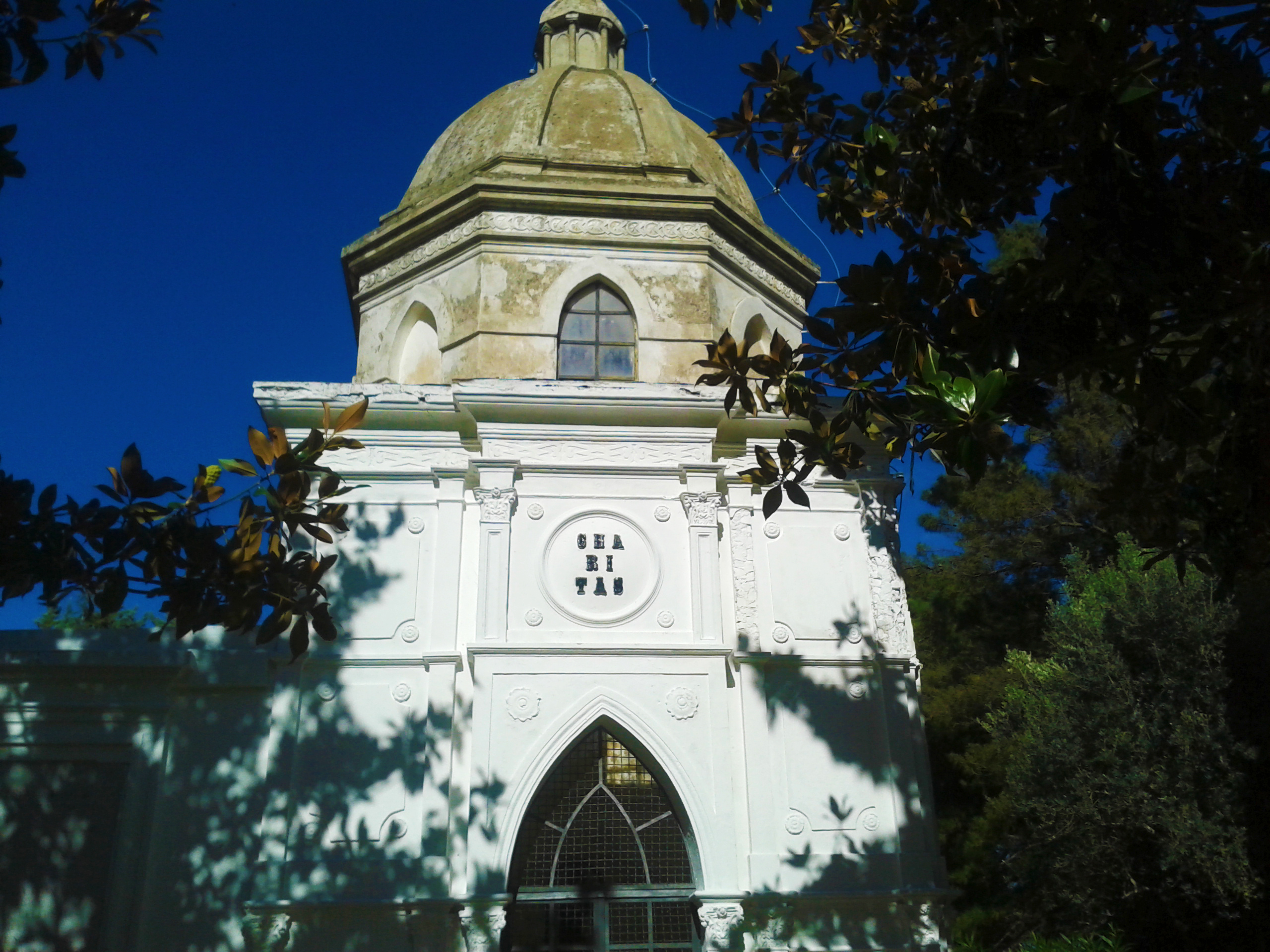
Cappella "la benedetta"
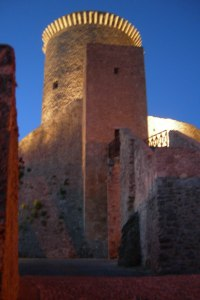
Torre medievale
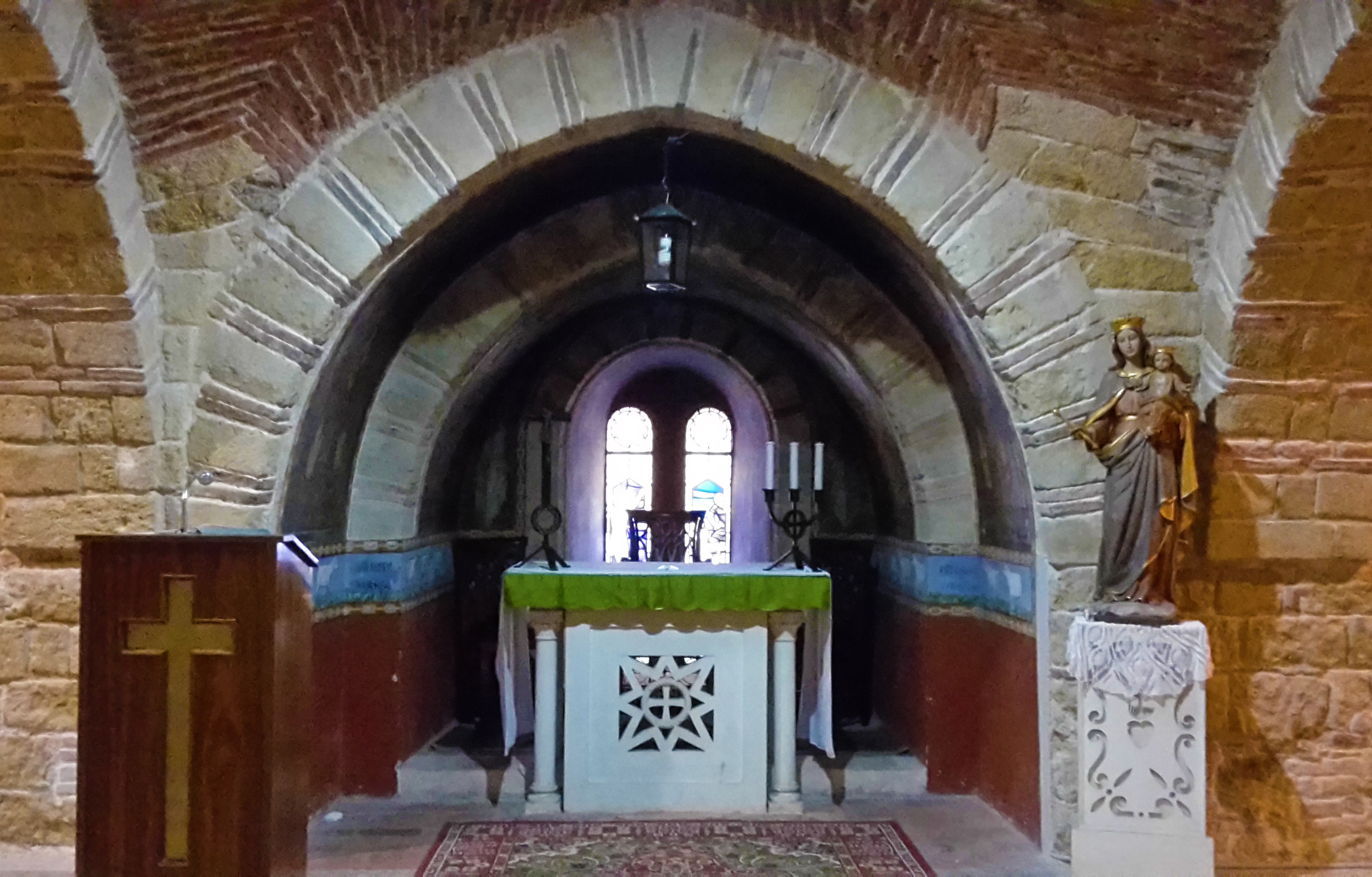
'Cripta' normanna (sostruzione)
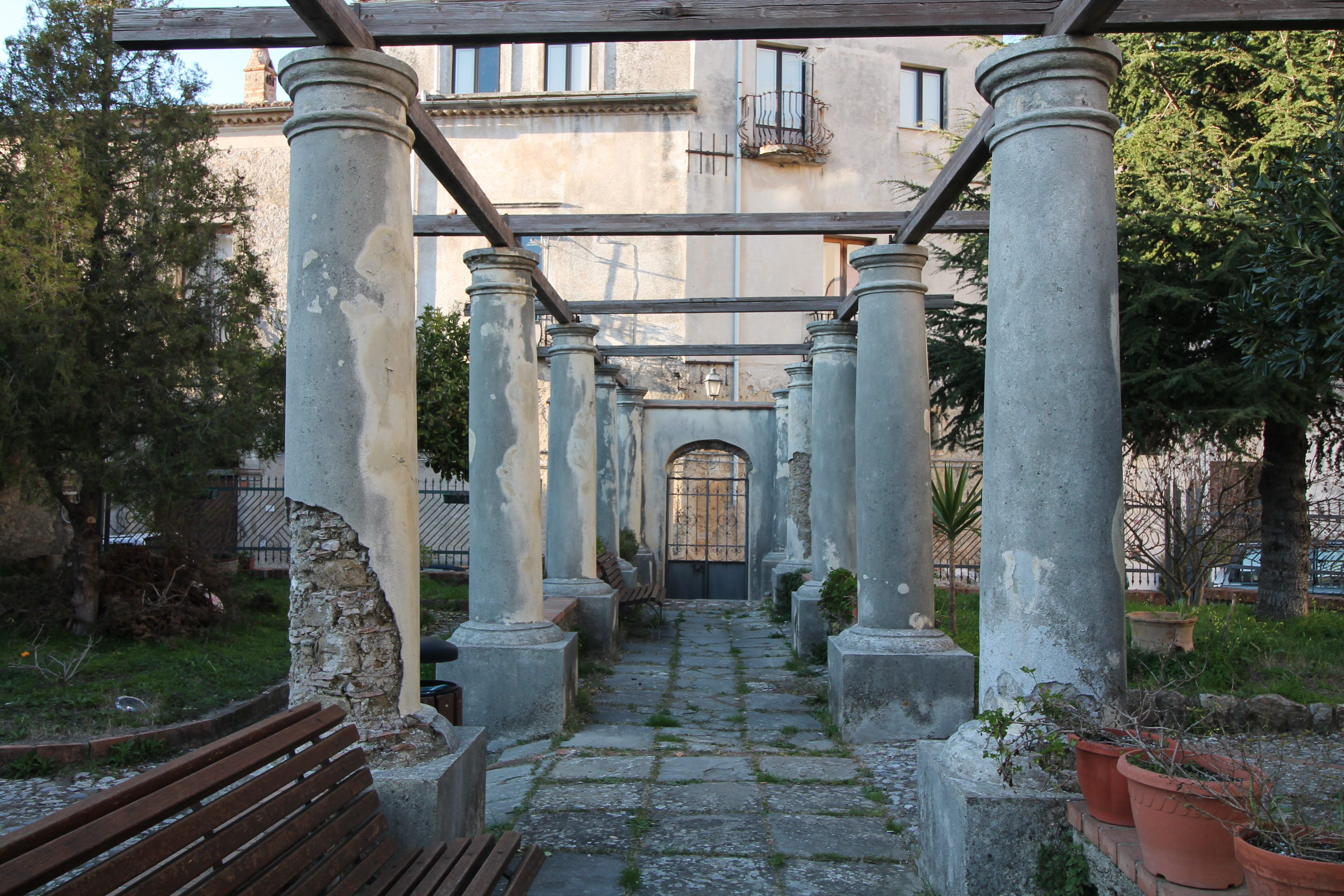
Villa Amodei
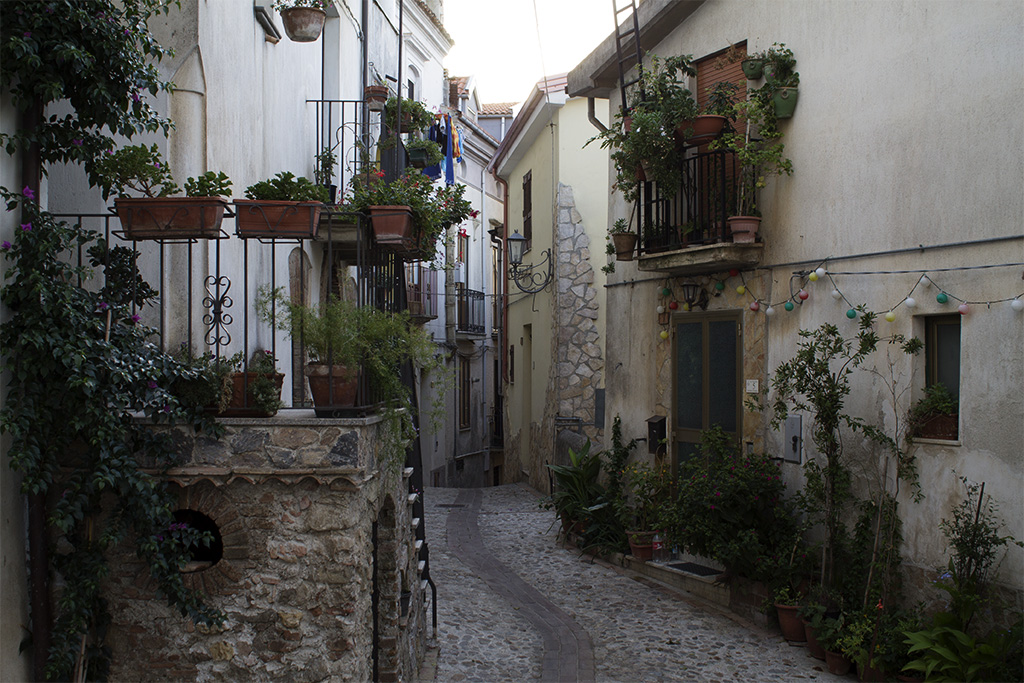
Via Roberto il Guiscardo
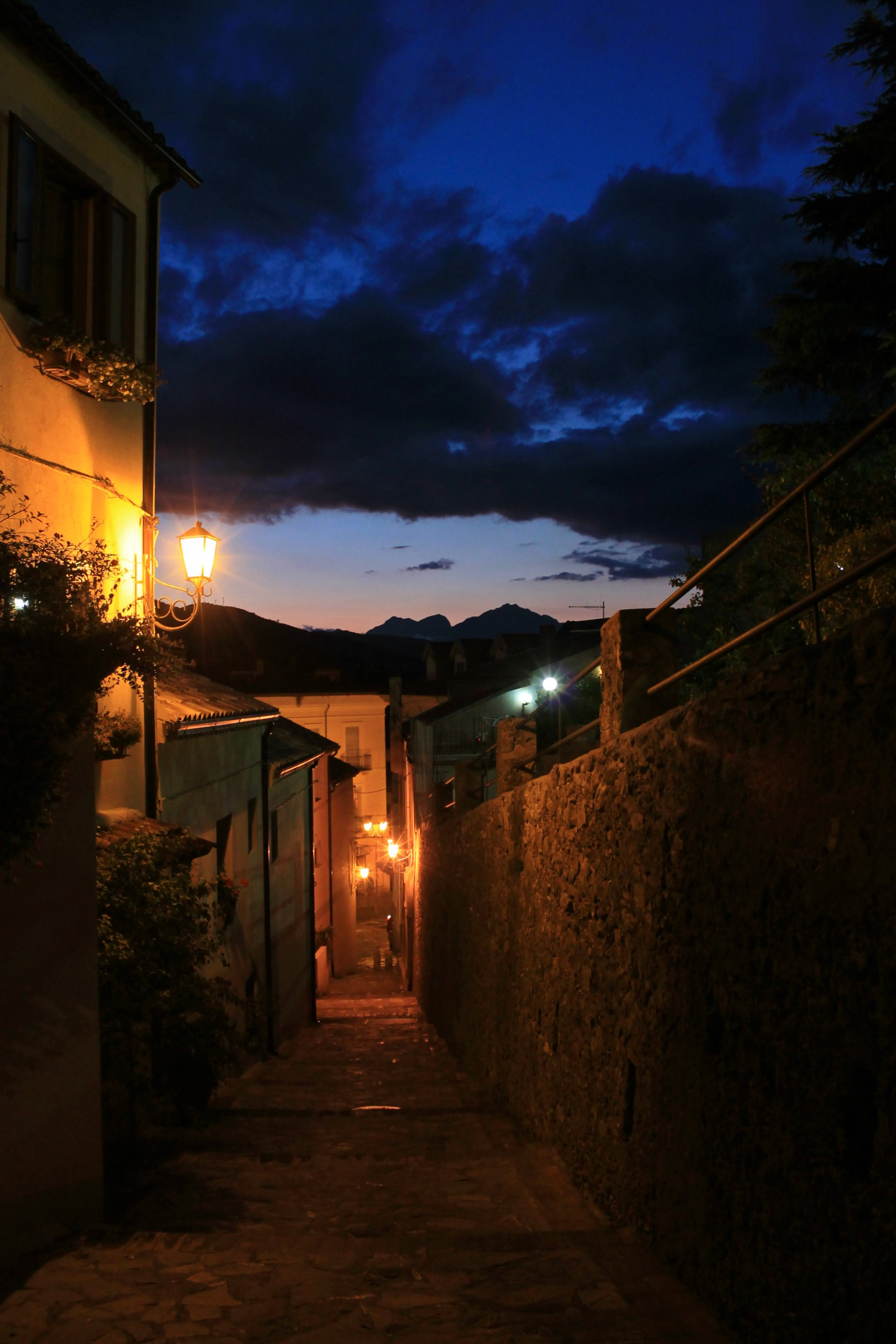
Via Nelson Iacovini al crepuscolo

## Società

### Evoluzione demografica
Abitanti censiti

## Economia

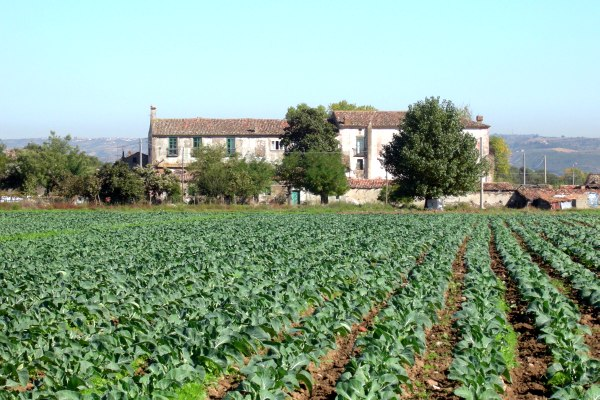
Coltivazioni in contrada Matina

L'economia, fino agli anni settanta prevalentemente agricola, ha subito una profonda trasformazione con l'avvio dei piani di urbanizzazione e industrializzazione. Molti dei terreni agricoli sono stati trasformati in insediamenti urbani e una vasta area compresa tra le contrade Cimino e Scalo è diventata l'Area di Sviluppo Industriale del Fullone, successivamente estesa a commercio e servizi.
La nascita di piccole imprese edilizie ha spostato molti lavoratori dall'agricoltura all'industria e successivamente ai servizi e a settori della media e grande distribuzione.
La presenza di scuole, uffici pubblici, servizi sanitari ecc. ha accresciuto inizialmente il settore terziario, che oggi risente della crisi legata alla diminuzione di utenze e alle politiche di contenimento della spesa pubblica.
Anche l'area industriale non ha prodotto in termini occupazionali e produttivi i benefici previsti, mentre la presenza nell'area di un centro di grande distribuzione ha assorbito alcune centinaia di unità lavorative, determinando comunque una riduzione dei commerci a conduzione familiare.
Il settore agricolo ha visto negli anni più recenti l'ingresso di giovani produttori che in taluni casi hanno dato luogo a cooperative, ad offerte ricettive-turistiche, a produzioni legate all'industria di trasformazione.

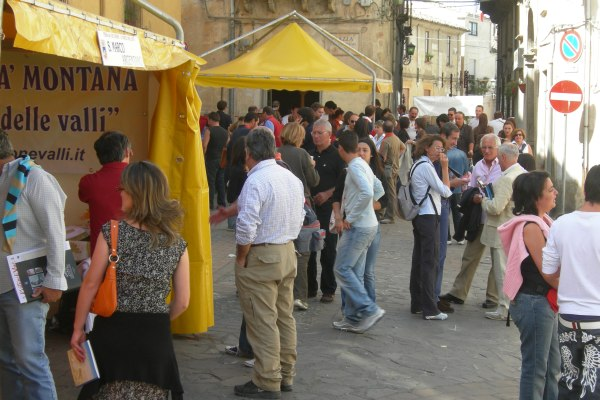
Fiera dei cento comuni 2007

La presenza in loco di una grande azienda con partecipazione estera è stata l'incentivo per un aumento della produzione, per la valorizzazione di prodotti locali, per colture sempre più specializzate, con la speranza di un ritorno economico adeguato a fronte dei sempre maggiori costi sostenuti.
Tra le attività più tradizionali e rinomate vi sono quelle artigianali, che si distinguono per la lavorazione delle terrecotte, caratterizzate da elementi popolari.
Il settore turistico, anche per la nascita di nuove strutture ricettive, vede la presenza, prevalentemente nel periodo estivo, di singoli visitatori e di piccole comitive, attratte da aspetti religiosi, storico-artistici, paesaggistici, gastronomici e delle tradizioni. In questo sforzo di attrazione sono da sempre impegnati enti pubblici, associazioni culturali laiche e religiose, privati cittadini, sia residenti che emigrati.
Non è un caso che San Marco Argentano possa vantare da sempre il nome di Città Ospitale: la tradizione vuole, infatti, che ad ogni straniero al suo arrivo alla Matina fosse attribuito il titolo di dominus. Nei secoli l'accoglienza non è cambiata.

### Servizi e trasporti

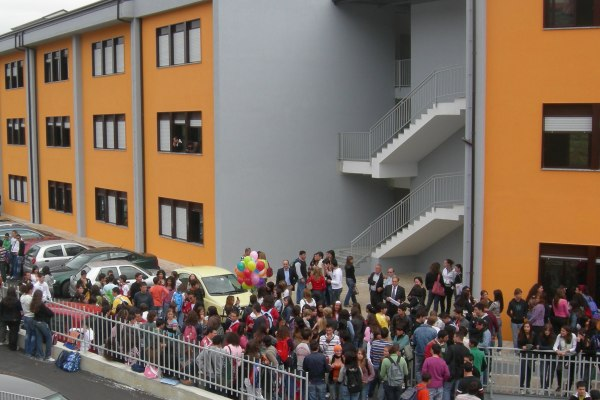
Polo scolastico Liceo ITCG

I trasporti pubblici sono effettuati da due aziende, con collegamenti feriali da e per il capoluogo, i vari comuni del comprensorio e la stazione di Paola. Nel periodo estivo vengono attivate corse verso i centri costieri termali e balneari.
La stazione ferroviaria, prossima alla zona industriale, è utilizzata da viaggiatori anche di altri comuni vicini, soprattutto pendolari, per raggiungere Cosenza e vari centri dell'area ionica.
Nel centro urbano sono presenti scuole materne, elementari, medie e superiori, nelle quattro contrade scuole materne ed elementari che servono con servizi di scuolabus anche le contrade minori circostanti.
Nel territorio sono presenti cinque istituti bancari di cui tre nel centro urbano e due in località Scalo.
San Marco è sede di distretto Sanitario, di Ospedale zonale e di centri Saub. Vi è la sede distaccata del Tribunale di Cosenza.
È sede di compagnia di carabinieri.

## Amministrazione

### Sindaci di San Marco Argentano
| Sindaci eletti dal Consiglio comunale (1946-1995)    | Sindaci eletti dal Consiglio comunale (1946-1995)                              | Sindaci eletti dal Consiglio comunale (1946-1995) |
| Nominativo                                           | Partito                                                                        | Mandato                                           |
| ---------------------------------------------------- | ------------------------------------------------------------------------------ | ------------------------------------------------- |
| Giovanni Battista Santagata                          | Fronte Democratico Popolare (PCI-PSIUP-PRI)                                    | 1946-1946 (sindaco per 4 mesi)                    |
| Salvatore Gaudio                                     | Fronte Democratico Popolare (PCI-PSIUP-PRI)                                    | 1946-1952                                         |
| Francesco Selvaggi                                   | Lista "La Torre" (Democrazia Cristiana)                                        | 1952-1956                                         |
| Francesco Talarico                                   | Lista "La Tromba" (PCI-PSI-PSDI-PRI)                                           | 1956-1960                                         |
| Francesco Talarico                                   | Lista "La Tromba" (PCI-PSI-PSDI-PRI)                                           | 1960-1964                                         |
| Antonio Di Cianni                                    | Democrazia Cristiana                                                           | 1965-1970                                         |
| Francesco Talarico                                   | Partito Socialista Italiano                                                    | 1971-1976                                         |
| Francesco Talarico                                   | Partito Socialista Italiano                                                    | 1976-1978                                         |
| Paolo Chiaselotti                                    | Partito Comunista Italiano                                                     | 1978-1980                                         |
| Antonio Di Cianni                                    | Democrazia Cristiana                                                           | 1980-1985                                         |
| Osvaldo Verta                                        | Democrazia Cristiana                                                           | 1985-1986                                         |
| Ernesto Mileti                                       | Democrazia Cristiana                                                           | 1986-1990                                         |
| Mario Scarpelli                                      | Democrazia Cristiana                                                           | 1990-1991                                         |
| Giulio Serra                                         | Democrazia Cristiana                                                           | 1991-1992                                         |
| Giulio Serra                                         | Democrazia Cristiana                                                           | 1992-1995                                         |
| Sindaci eletti direttamente dai cittadini (dal 1995) |                                                                                |                                                   |
| Nominativo                                           | Lista                                                                          | Mandato                                           |
| Giulio Serra                                         | Popolari e Democratici                                                         | 1995-1999                                         |
| Giulio Serra                                         | Popolari e Democratici                                                         | 1999-2004                                         |
| Giuseppe Mollo detto Pinotto                         | Popolari e Democratici                                                         | 2004-2009                                         |
| Alberto Termine                                      | Unione e Cambiamento per San Marco                                             | 2009-2013 (dimissioni)                            |
| Eufemia Tarsia                                       | Commissario prefettizio                                                        | 2013-2014                                         |
| Virginia Mariotti                                    | Popolari e Democratici (dal 2014 al 2021) Continuità e Rinnovamento (dal 2021) | 2014 - in carica                                  |